# Dead Cells
Dead Cells é um jogo eletrônico roguelike-metroidvania desenvolvido e publicado pela Motion Twin. Após cerca de um ano de acesso antecipado, Dead Cells foi lançado para Microsoft Windows, macOS, Linux, Nintendo Switch, PlayStation 4 e Xbox One em 7 de agosto de 2018. Portes para versões móveis também estão disponíveis, para iOS desde 28 de agosto de 2019 e para Android desde 2 de junho de 2020.

## Enredo
No game, o jogador vivencia o papel de um homúnculo que assume o controle de um cadáver em uma masmorra, na qual ele deve lutar para sair. Seu objetivo principal é percorrer diversos lugares da ilha até chegar ao "Castelo do Pico Alto", onde ele irá descobrir os grandes mistérios sobre "A Peste" que assola a região.

## Jogabilidade
O jogador ganha várias armas, tesouros e outras ferramentas através da exploração dos níveis gerados de maneira procedural, para combater diversas criaturas mortas-vivas dentro dele. Ao matar inimigos, o jogador pode ganhar "células", um tipo de moeda no jogo que pode ser usada para comprar atualizações permanentes ou desbloquear novos itens, se o jogador conseguir chegar ao "Colecionador" entre cada nível. Dead Cells usa um sistema permadeath, fazendo com que o jogador perca todas as células e outras moedas ou itens caso ele morra. A Motion Twin foi inspirada por The Binding of Isaac e Dark Souls no desenvolvimento do jogo.